# (10186) Albéniz
10186 Albeniz (1996 HD24) – planetoida z pasa głównego asteroid okrążająca Słońce w ciągu 3,82 lat w średniej odległości 2,44 j.a. Odkryta 20 kwietnia 1996 roku.